# Séamus Downey
Pour les articles homonymes, voir Downey.
Séamus Downey, né le 13 juin 1960 à Banbridge, est un coureur cycliste irlandais. Il a notamment participé aux Jeux olympiques d'été de 1984 (cyclisme sur route).
Il est le père des coureurs Sean et Mark Downey.

## Palmarès
- 1982
  - 3e du Tour d'Ulster
- 1984
  - 2e étape de l'An Post Rás
- 1985
  - 3e de Paris-Troyes
- 1987
  - Tour d'Ulster